# 박일준 (공무원)
박일준(朴一俊, 1964년 5월 8일 ~ , 포항시)은 대한민국의 제5대 산업통상자원부 제2차관을 역임한 공무원이다.

## 학력
- 신일고등학교 졸업
- ~1986 서울대학교 사회과학대학 경제학 학사
- ~1994 서울대학교 행정대학원 석사과정 수료
- 2002 콜로라도 대학교 대학원 경제학 석사

## 경력
- 1987.11: 제31회 행정고시 합격
- 1999.03: 산업자원부 기획관리실 기획예산담당관실 서기관
- 2002.07: 산업자원부 산업기술인력기획단장
- 2003.05: 산업자원부 기획관리실 행정법무담당관
- 2004.07: 산업자원부 자원정책실 자원개발과장
- 2005.06: 외교통상부 주미국 대한민국 대사관 뉴욕 총영사관 영사
- 2009.02: 대통령실 지식경제비서관실 행정관, 부이사관
- 2010.03: 지식경제부 운영지원과장
- ~2011.02: 지식경제부 정책기획관
- 2011.02: 중앙공무원교육원 파견
- 2012.01: 지식경제부 성장동력실 정보통신산업정책관, 이사관
- 2013.09: 미래창조과학부 정보통신산업국 국장
- 2013~2014.05: 미래창조과학부 정보통신방송정책실 소프트웨어정책관
- 2014.05~2015.06: 산업통상자원부 에너지자원실 에너지자원정책관
- 2015.06~2016.02: 산업통상자원부 산업정책실 실장, 관리관
- 2016.02~2017.11: 산업통상자원부 기획조정실 실장
- 2018.02~2021.04: 제7대 한국동서발전 사장
- 2021.05: 울산과학기술원 산학협력교수
- 2022.03: 한국중견기업연합회 상근부회장
- 2022.05~2023.05: 산업통상자원부 제2차관
- 2024.04~: 대한상공회의소 상근부회장
- 대한상공회의소 국제통상위원회 부위원장
- 2024.04~: 대통령 소속 경제사회노동위원회 운영위원회 사용자위원
  - 2024.05.30~2024.11.29: 지속가능한 일자리와 미래세대를 위한 특별위원회 경영계위원
- 2025.07~2025.08: 광복 80년 기념사업추진위원회 위촉위원